# Тахар
Тахар је једна од 34 провинције Авганистана. Провинција се налази на сјевероистоку земље. Главни град је Талукан.
Тахар је такође и име једног клана у заједници Џат у Индији.